# MCabber
MCabber é um cliente free software para protocolo XMPP de mensagens instantâneas com interface de usuário em modo texto (CLI) baseado no ncurses. Ele funciona em todas as plataformas Unix-like, o que inclui Linux, BSD e Mac OS X. É livremente disponível como free software  – inclusive o código fonte – sob os termos da GNU General Public License (GPL). MCabber é o sucessor do anterior Cabber, de Alejandro Jimenez Macias (AJMacias, Winnetou), que teve lançamentos de 2002 a 2004. Em 2005 surgiu um fork a partir da última versão do Cabber (0.5.0).

## Características
MCabber suporta encriptação "end-to-end" tanto em OpenPGP quanto em Off-the-Record Messaging.
Ademais, ele suporta:
- SASL/SSL/GnuTLS
- Multi-User Chat (MUC)
- Message Carbons (XEP-0280)
- Histórico em log
- Gatilhos de ação externa
- Módulos dinâmicos
- Enchant/Aspell para verificação ortográfica
- Documentação disponível em Inglês, Dutch, French, German, Italian, Polish, Russian e Ukrainian.